# エアロスター (プロレスラー)
エアロスター（Aerostar）のリングネームで知られるロドリゴ・ベラ（Rodrigo Vera、1984年10月22日 - ）は、メキシコの覆面レスラー。

## 来歴
2003年、アクアティコとしてデビュー。その後、チャマゴールやチバ・ラヤダを名乗って活動。
2006年12月20日、AAAにエアロスターとして入団。

## 得意技
シューティング・スター・プレス
ラ・ドルミローナ

## タイトル歴
AAA
- AAA世界混合タッグ王座
- Alas de Oro優勝